# Kosmologie van de Bijbel

"Oud Hebreeuwse concept van het Universum". The White and Blue. Vol XIII # 11, Dec. 24 1909. pp. 84-88

De kosmologie van de Bijbel is het beeld dat de schrijvers van de Bijbel hadden van het ontstaan en de structuur van de wereld en de kosmos (het heelal). De Bijbel werd in de loop van vele eeuwen geschreven, door veel verschillende auteurs en geeft een zich ontwikkelend wereldbeeld, dus deze kosmologie is niet altijd consistent. Ook moet er rekening mee worden gehouden dat de opvattingen van de auteurs van de Bijbel niet breed gedeeld hoeven te zijn geweest in hun tijdsperiode.
Het heelal van de oude Israëlieten bestond uit een platte, schijfvormige aarde, die op water dreef, met de hemel erboven en de onderwereld eronder. Tijdens hun leven bewoonden mensen de aarde, na hun dood de onderwereld. Het concept van de hemel als hiernamaals voor mensen die goed hadden geleefd en de onderwereld als plaats van straf voor degenen die slecht hadden geleefd, werd pas in de periode van het hellenisme overgenomen in het jodendom.

## Schepping

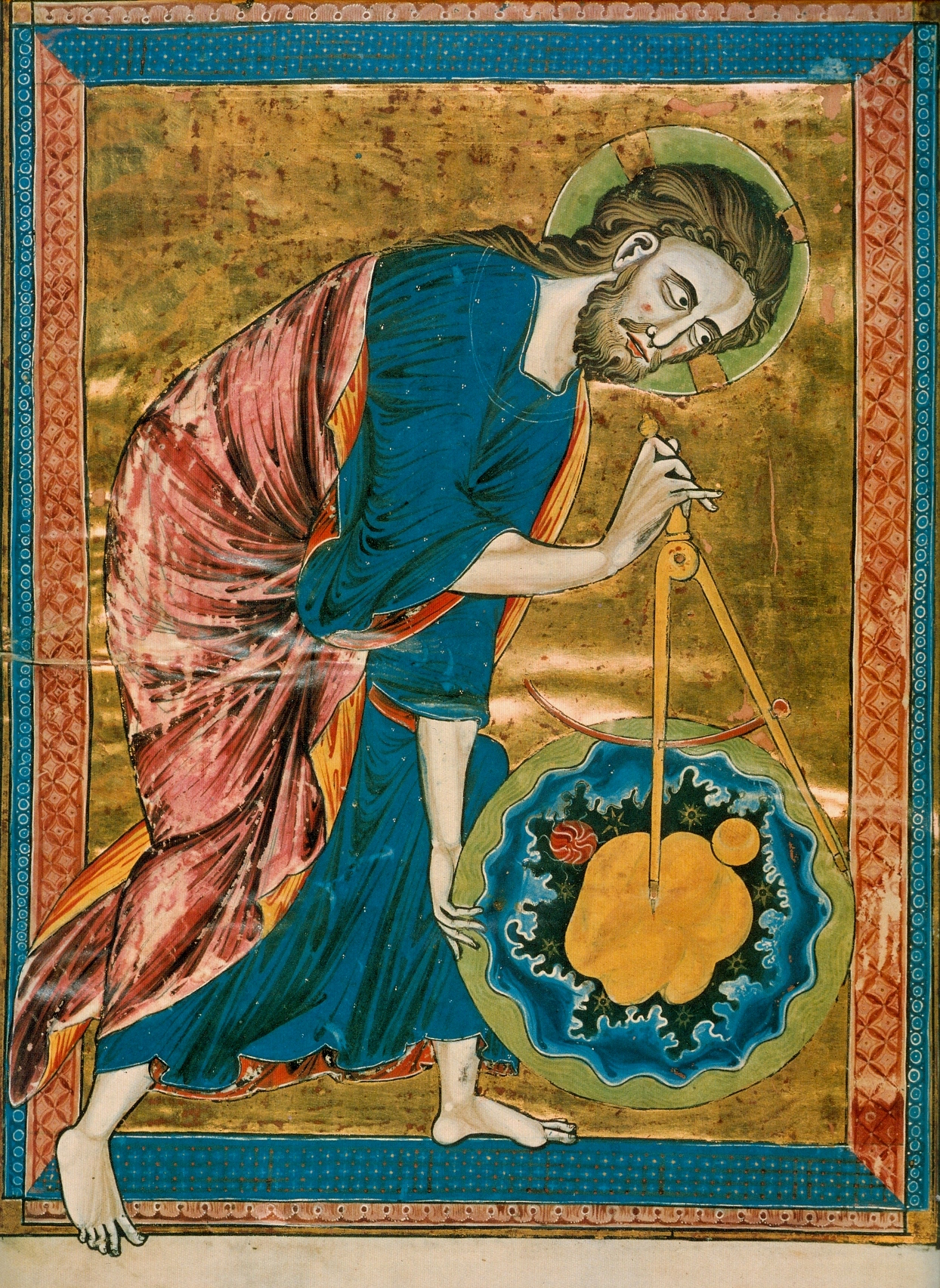
God schept de kosmos (Bible moralisée, Frans, 13e eeuw)

Het scheppingsverhaal in Genesis 1 vertoont meerdere overeenkomsten met het oudere Babylonische scheppingsverhaal Enoema Elisj, dus daaruit kunnen gedeelten zijn overgenomen of ze hebben een gemeenschappelijke oerbron. Beide verhalen zijn een mythe waarmee de schrijver(s) de wereld probeerden te verklaren aan de hand van toenmalige ideeën en formuleringen. Aan het begin van de schepping wordt de aarde voorgesteld als woest en leeg en met een diepe duisternis over de watervloed (Genesis 1:1-2). De driedelige wereld van hemel, aarde en onderwereld dreef in Tehom, de mythologische oerzee of chaos, totdat God het uitspansel op de tweede dag geschapen zou hebben om het water in hogere en lagere delen te verdelen. In Genesis 2 wordt nogmaals iets over de schepping verteld, maar met andere woorden en in een andere volgorde dan in Genesis 1.

## Hemel

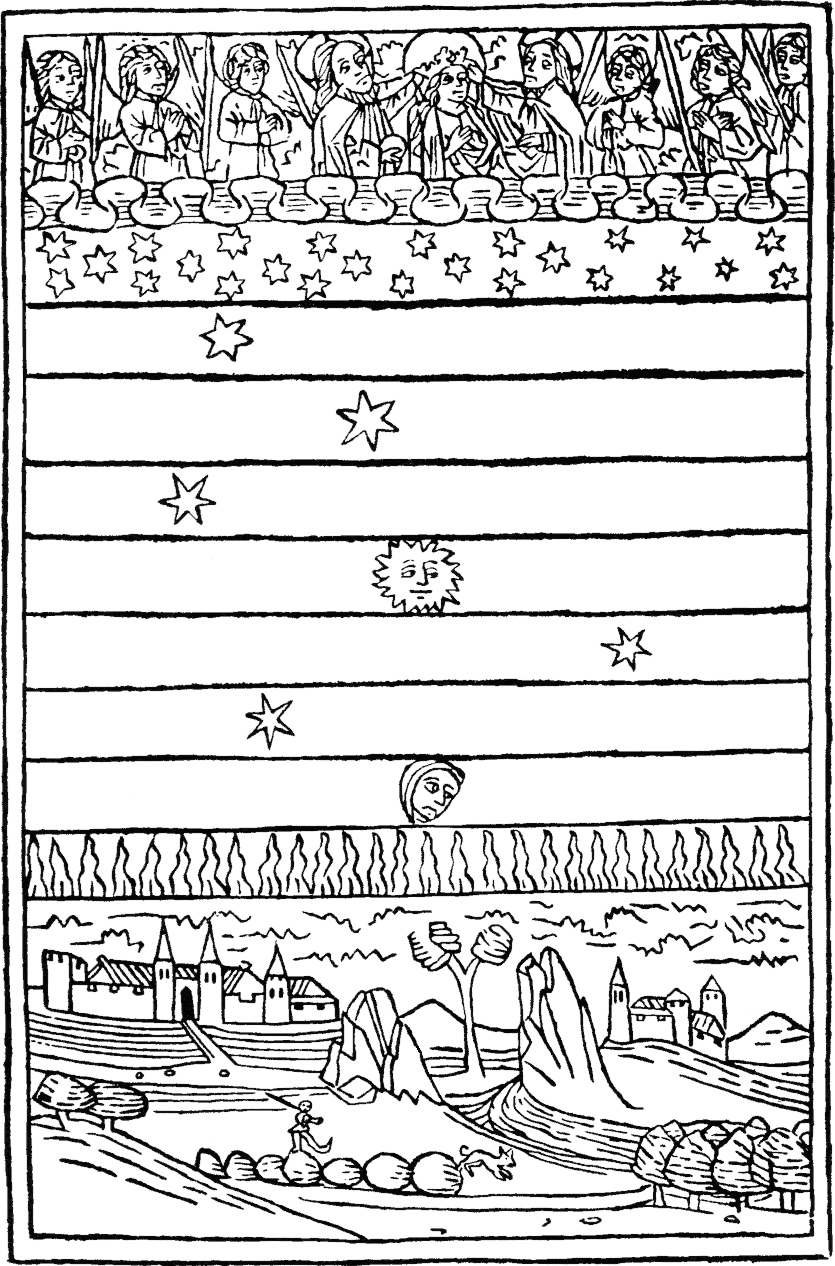
De zon, sterren en engelen binnen het firmament (houtsnede, 1475)

De hemel werd opgevat als "een gewelf ... dat de watermassa's van elkaar scheidt. ... God maakte het gewelf en scheidde het water onder het gewelf van het water erboven. Hij noemde het gewelf hemel" (Genesis 1:6-8). Een gewelf is een gebogen schaalvormige constructie. Dit gewelf scheidde de watermassa van de hemel, van het water beneden. Het water beneden moest "naar één plaats stromen, zodat er droog land [verscheen]. ... Het droge noemde hij aarde, het samengestroomde water noemde hij zee." De aarde moest planten en bomen voortbrengen (Genesis 1:9-12). De wateren strekten zich uit tot beneden de aarde, die rustte op pijlers die in de wateren waren verzonken (Psalm 104:5-6) en in de onderwereld was Sheol, het dodenrijk. Exodus 20:4 luidt: "Maak  geen godenbeelden, geen enkele afbeelding van iets dat in de hemel hier boven is of van iets beneden op de aarde of in het water onder de aarde".
De hemel is de woonplaats van God (Deuteronomium 26:15; Jesaja 66:1). In de hemel woont ook Gods hofhouding, de engelen; zij staan met duizenden voor Hem. Jezus zit in de hemel aan de rechterhand van God (Marcus 16:19; Romeinen 8:34).

### Hemelkoepel (Firmament)
Aan de hemelkoepel, het firmament, zijn de sterren zichtbaar; we noemen dit de hemel. Boven het firmament is de hemel der hemelen. Het woord "firmament" is vertaald vanuit rāqîa' (רָקִ֫יעַ), een woord dat in de Hebreeuwse Bijbel wordt gebruikt. Het is afgeleid van de wortel raqqə' (רָקַע), wat "dun slaan" of "uitspreiden" betekent, maar de vertaling is onzeker.
Het firmament is de structuur boven de atmosfeer van de aarde, opgevat als een stevige koepel. Het firmament is volgens Genesis gemaakt op de tweede dag van de schepping, op de vierde dag zijn de hemellichamen erin gezet; het is een solide koepel die de aarde beneden scheidt van de hemelen daarboven, zoals in het Egyptische en Mesopotamische geloof van dezelfde tijdperk werd aangenomen. In Genesis 1:17 staan de sterren in het hemelgewelf; in de Babylonische zienswijze werden de hemelen gemaakt van verschillende edelstenen. In Exodus 24:10 is God op de saffiervloer van de hemel te zien, met de sterren in hun oppervlak gegraveerd. Het firmament is als een onmetelijk koepeldak. In Job 37:18 wordt de hardheid van de hemelkoepel vergeleken met de hardheid van een gegoten spiegel.

### Hemellichamen
In het vierde tijdvak van de schepping wordt de taal van "heersen" geïntroduceerd: de Hemellichamen zullen dag en nacht "regeren" en jaren, seizoenen en dagen markeren (dit is van cruciaal belang voor de priesters, aangezien religieuze feesten werden georganiseerd rond de cycli van de zon en maan). In het bijzonder creëert God, of ontstaat, het 'grotere licht', het 'kleinere licht' en de sterren (Genesis 1:14-5). Later in periode zes van de schepping komt de mens in beeld om te heersen over de schepping als rentmeester.

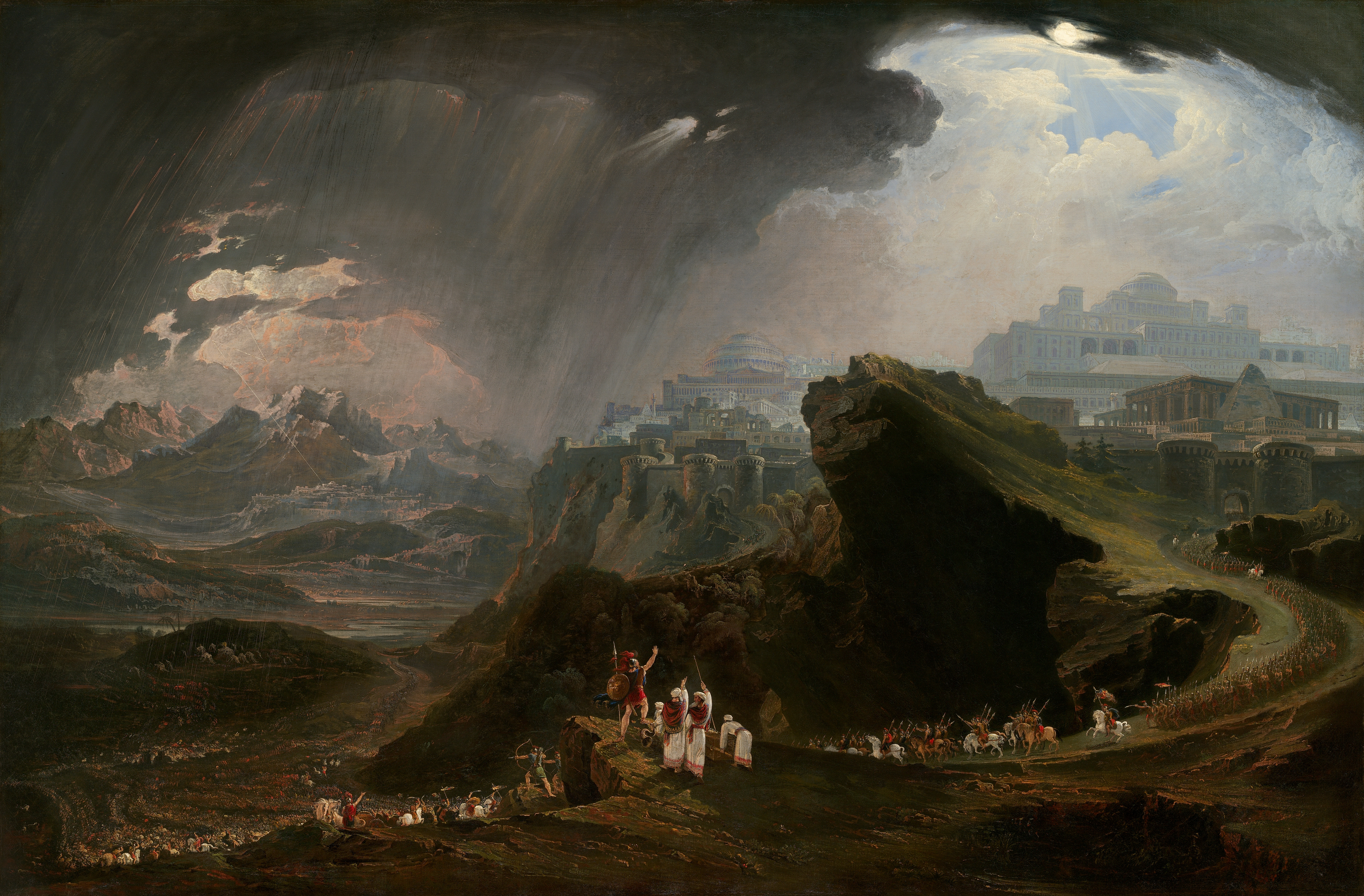
Jozua commandeert om de zon stil te laten staan boven Gideon. (John Martin, 1816)

## Aarde

### Aarde als een schijf
De aarde wordt in dit kosmosbeeld gezien als een landmassa omringd door de oceaan met als uiterste grenzen de einden van de aarde (Psalm 65:6). In Jesaja 40:21-22 staat: "Hebt u niet gelet op de fundamenten van de aarde? Hij is het die troont boven de cirkel van de aarde, ...". Het Hebreeuwse woord חוג, ḥūḡ wordt hier met "cirkel" vertaald, maar sommige moderne vertalingen vertalen het met "gewelf" (Willibrordvertaling) of "schijf" (NBV). Het zelfde woordje ḥūḡ wordt gebruikt in Spreuken 8:27. "....toen Hij een cirkel trok over het oppervlak van de watervloed".
Johannes van Patmos zag in zijn visioen een platte aarde (Openbaring 7:1); andere Bijbelteksten laten de vorm in het midden. In de Bijbel staat niets vermeld over de aarde als planeet of bol. Het idee dat de aarde een bol was, werd ontwikkeld door de Grieken in de 6e eeuw v.Chr. In de 3e eeuw v.Chr. werd dit algemeen aanvaard door ontwikkelde Romeinen, Grieken en sommige Joden.

### Vast staat de aarde
In zowel Psalmen als 1 Kronieken 16:30 staat dat de aarde vaststaat en niet zal wankelen. In 1 Samuel 2:8 staat dat de aarde is gegrondvest op fundamenten.
Deze woordkeus van Bijbelschrijvers kan worden verklaard door de strikte regelmaat van de aardbeweging om haar as en om de zon. Hierdoor leek het dat de aarde stilstond en het middelpunt van alles was.

## Onderwereld
De onderwereld wordt in het Bijbelse kosmosbeeld gezien als een land van duisternis en van de dood (Job 10:21). In de Griekse Septuagint werd het Hebreeuwse woord Sheol vertaald als Hades, de naam voor de onderwereld en de verblijfplaats van de doden in de Griekse mythologie. 
Het Nieuwe Testament spreekt over verschillende delen van de onderwereld. Een daarvan, de Abysses, "afgrond" is een soort gevangenis voor de gevallen engelen, daarin zal Satan ook zelf worden opgesloten (Openbaring 20:3). Dit is een plaats van pijn, een vurige oven, waar gejammer is en tandengeknars (Matteüs 25:41). Deze plaats in het dodenrijk is de strafplaats voor verdoemden en wordt ook wel Gehenna genoemd, een term uit het jodendom.